# Remos (povo)

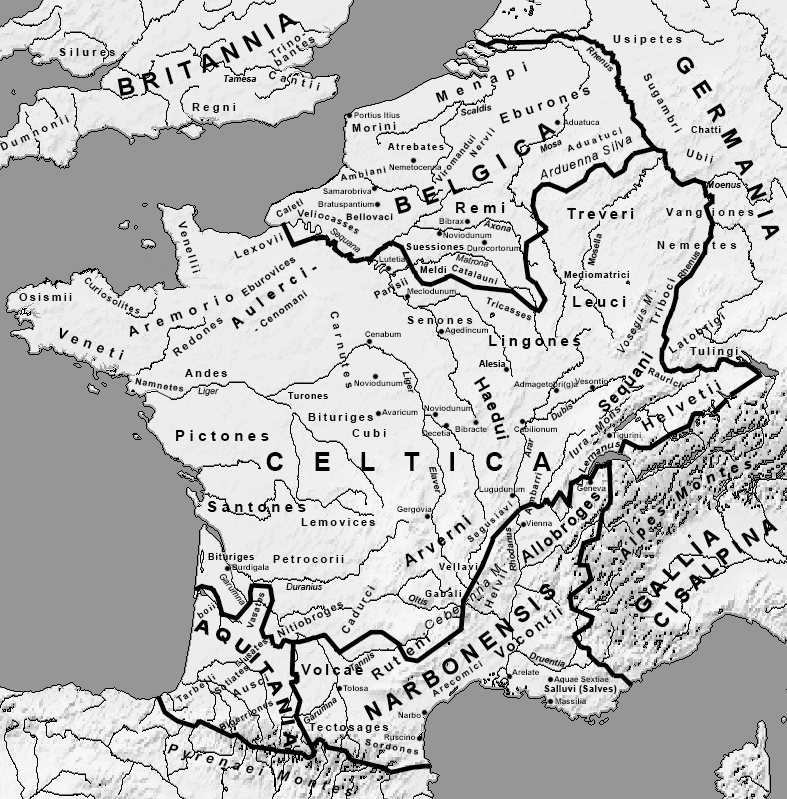
Mapa da distribuição das tribos da Gália no fim do

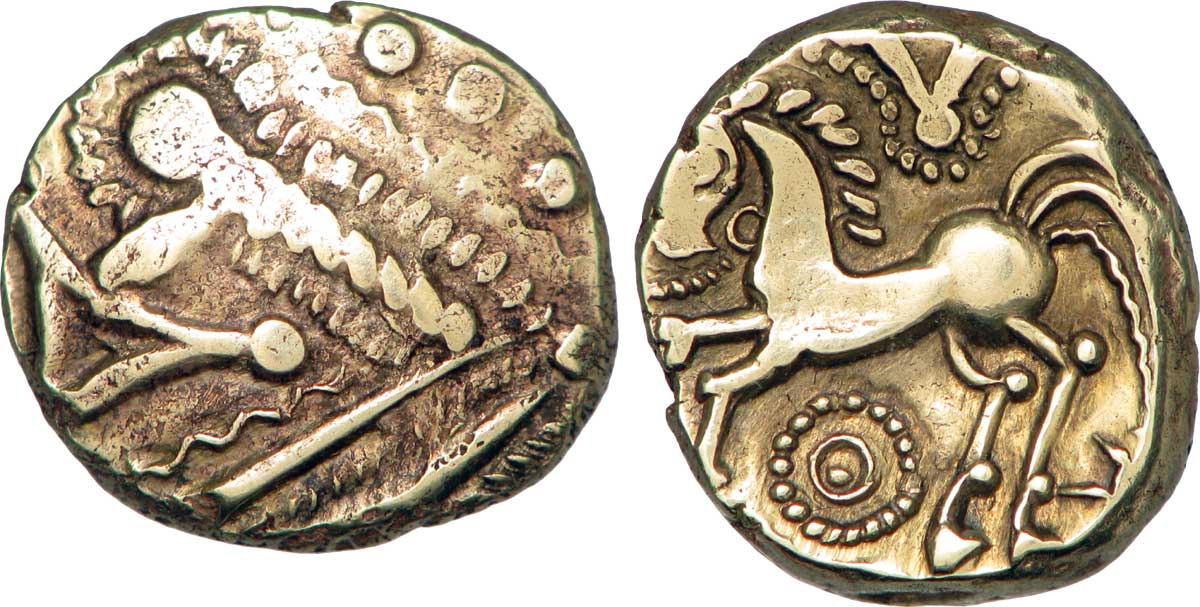
Moedas do remos da primeira metade do

Os remos (em latim: Remi) foram um povo belga do nordeste da Gália (Gália Bélgica). Detinham considerável poder político na Gália e os romanos consideravam-nos uma civitas, a segunda mais importante da Gália a seguir aos Éduos, segundo Júlio César. Viviam no que são atualmente os departamentos franceses de Ardenas e Marne. a parte norte da planície de Champanha, nos limites meridionais da floresta das Ardenas, entre os rios Mosa e Matrona (atual Marna), ao longo do vale do Aisne e dos seus afluentes Aire e Vesle.
A capital dos remos era Durocortoro (Reims), o segundo maior ópido da Gália.[carece de fontes?] Aliados de tribos germânicas do leste, envolveram-se várias vezes em guerra com os parísios e com os sénones.[carece de fontes?] Eram conhecidos pelos seus cavalos e cavalaria.[carece de fontes?]
A capital dos remos era Durocortoro (Reims), o segundo maior ópido da Gália.[carece de fontes?] Aliados de tribos germânicas do leste, envolveram-se várias vezes em guerra com os parísios e com os sénones. Eram conhecidos pelos seus cavalos e cavalaria.[carece de fontes?]
Durante as Guerras da Gália em meados do século I a.C., aliaram-se a Júlio César sob a liderança de Ício e Andecombógio. Mantiveram-se leais a Roma durante toda a guerra, tendo sido uma das únicas tribos gaulesas que não se juntaram à rebelião de Vercingetórix. Essa fidelidade foi recompensada colocando os suessiões sob a sua tutela.
Segundo uma lenda, registada ou inventada pelo cronista do século X Flodoardo de Reims, coloca Remo, irmão de Rómulo, como fundador epónimo dos remos, tendo escapado à rivalidade do irmão em vez de ter morrido no Lácio.